# Molenheide (Helchteren)
Molenheide is een natuur- en recreatiegebied ten noorden van Helchteren in de Belgische gemeente Houthalen-Helchteren. Het is gelegen ten oosten van de N715 en ten zuiden van natuurgebied Resterheide. Het Kasteel Den Dool ligt in het zuiden.
Het gebied omvat een bungalowpark en camping van 180 hectare met een aantal overdekte- en openluchtattracties zoals een subtropisch zwembad en een binnenspeelparadijs. Daaraan grenzend ligt een gemeentelijk wild- en wandelpark. Het is een 100 hectare groot bosgebied, voornamelijk naaldbomen op zandige bodem. Er lopen damherten, reeën en everzwijnen rond en er is ook een eendenvijver alsook enkele volières.

## Galerij

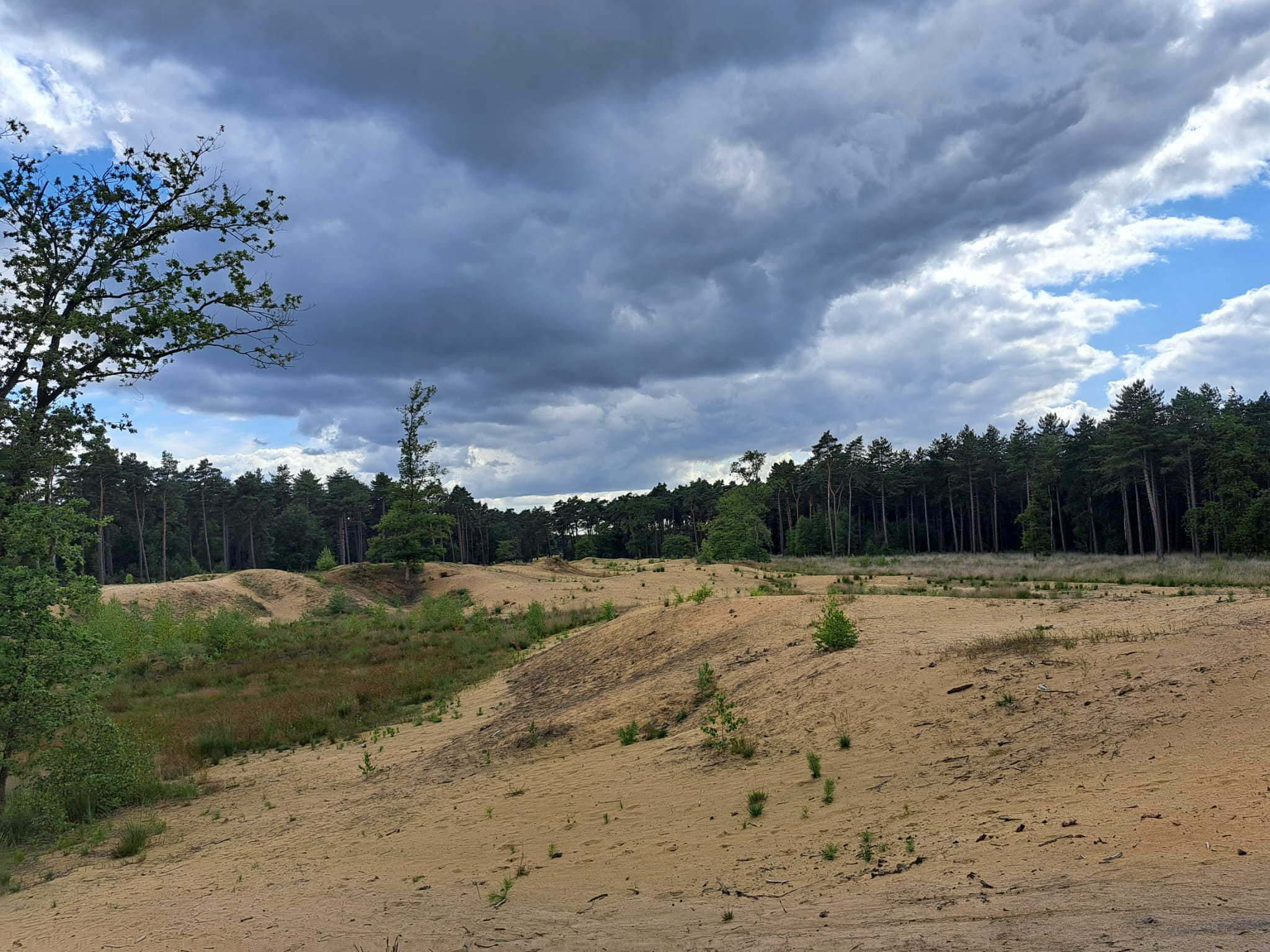
Cafetaria
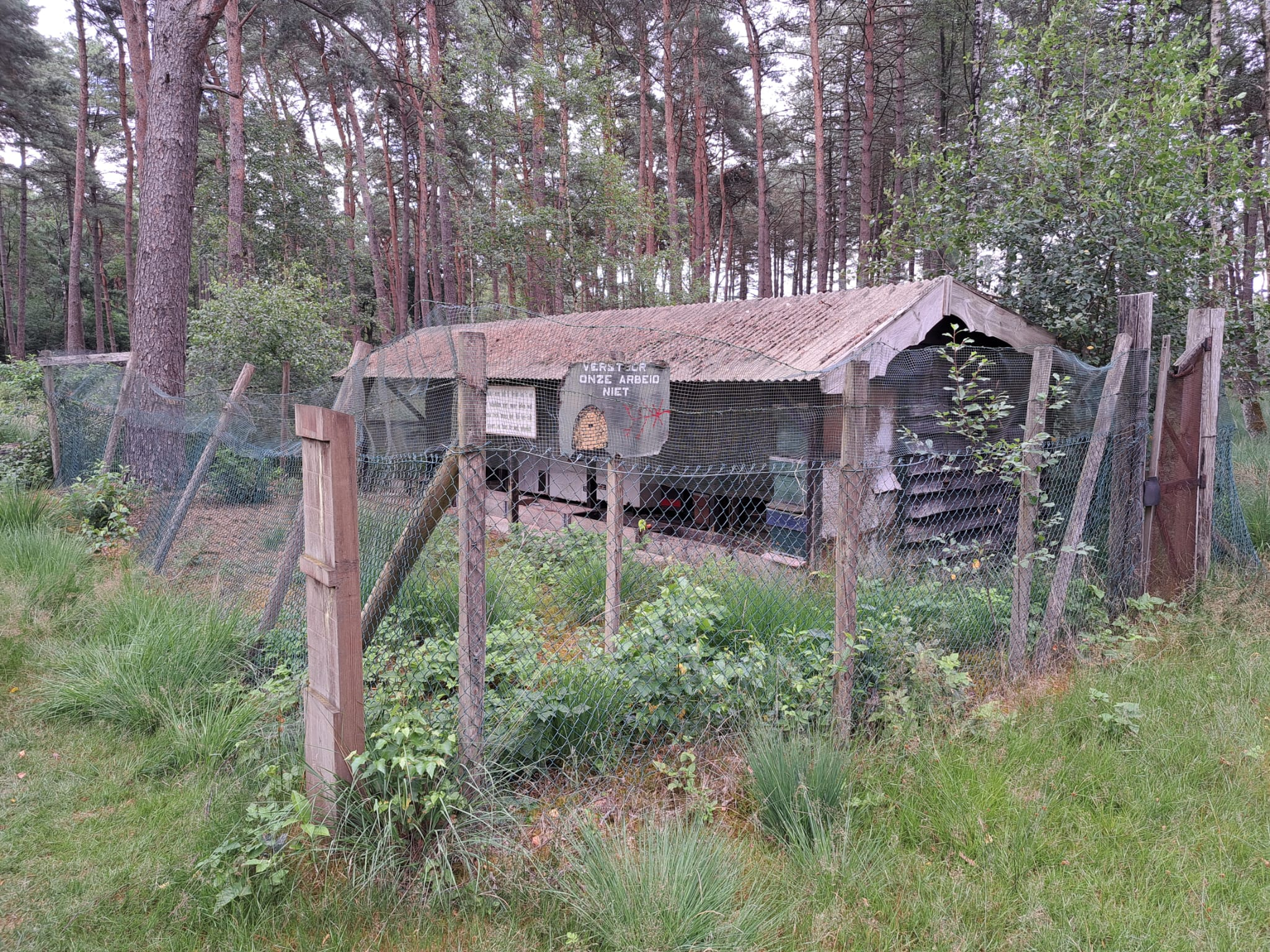
Voormalig bijenhuis
Tamme everzwijnen